# Gerald Patterson
Gerald Leighton Patterson (Preston, 17 de Dezembro de 1895 - Melbourne, 13 de Junho de 1967) foi um tenista australiano.

## Grand Slam finais

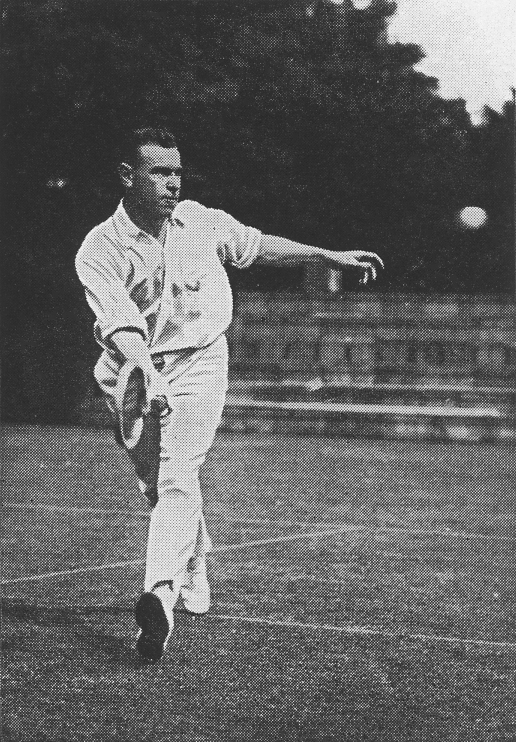
Gerald Patterson dando um golpe de forehand

### Simples: 7 (3 títulos, 4 vices)
| Resultado | Ano  | Torneio         | Oponente           | Placar                    |
| Vice      | 1914 | Australian Open | Arthur O'Hara Wood | 4–6, 3–6, 7–5, 1–6        |
| Campeão   | 1919 | Wimbledon       | Norman Brookes     | 6–3, 7–5, 6–2             |
| Vice      | 1920 | Wimbledon       | Bill Tilden        | 6–2, 2–6, 3–6, 4–6        |
| Vice      | 1922 | Australian Open | James Anderson     | 0–6, 6–3, 6–3, 3–6, 2–6   |
| Campeão   | 1922 | Wimbledon       | Randolph Lycett    | 6–3, 6–4, 6–2             |
| Vice      | 1925 | Australian Open | James Anderson     | 9–11, 6–2, 2–6, 3–6       |
| Campeão   | 1927 | Australian Open | John Hawkes        | 3–6, 6–4, 3–6, 18–16, 6–3 |

### Duplas: 14 (6 títulos, 8 vices)
| Resultado | Ano  | Torneio         | Parceiro           | Oponentes                                | Placar                   |
| Campeão   | 1914 | Australian Open | Ashley Campbell    | Rodney Heath Arthur O'Hara Wood          | 7–5, 3–6, 6–3, 6–3       |
| Campeão   | 1919 | US Open         | Norman Brookes     | Vincent Richards Bill Tilden             | 8–6, 6–3, 4–6, 4–6, 6–2  |
| Campeão   | 1922 | Australian Open | John Hawkes        | James Anderson Norman Peach              | 8–10, 6–0, 6–0, 7–5      |
| Vice      | 1922 | Wimbledon       | Arthur O'Hara Wood | James Anderson Randolph Lycett           | 6–3, 9–7, 4–6, 3–6, 9–11 |
| Vice      | 1922 | US Open         | Arthur O'Hara Wood | Vincent Richards Bill Tilden             | 6–4, 1–6, 3–6, 4–6       |
| Vice      | 1924 | Australian Open | Arthur O'Hara Wood | James Anderson Norman Brookes            | 2–6, 4–6, 3–6            |
| Vice      | 1924 | US Open         | Arthur O'Hara Wood | Howard Kinsey Robert Kinsey              | 5–7, 7–5, 9–7, 3–6, 4–6  |
| Campeão   | 1925 | Australian Open | Pat O'Hara Wood    | James Anderson Fred Kalms                | 6–4, 8–6, 7–5            |
| Vice      | 1925 | US Open         | John Hawkes        | Richard Norris Williams Vincent Richards | 2–6, 10–8, 4–6, 9–11     |
| Campeão   | 1926 | Australian Open | John Hawkes        | James Anderson Pat O'Hara Wood           | 6–1, 6–4, 6–2            |
| Campeão   | 1927 | Australian Open | John Hawkes        | Pat O'Hara Wood Ian McInness             | 8–6, 6–2, 6–1            |
| Vice      | 1928 | Wimbledon       | John Hawkes        | Jacques Brugnon Henri Cochet             | 11–13, 4–6, 4–6          |
| Vice      | 1928 | US Open         | John Hawkes        | John Hennessey George Lott               | 2–6, 1–6, 2–6            |
| Vice      | 1932 | Australian Open | Harry Hopman       | Jack Crawford Gar Moon                   | 10–12, 3–6, 6–4, 4–6     |

### Duplas Mistas: 1 (1 título)
| Resultado | Ano  | Torneio   | Parceira        | Oponentes                      | Placar   |
| Campeão   | 1920 | Wimbledon | Suzanne Lenglen | Elizabeth Ryan Randolph Lycett | 7–5, 6–3 |